# دانشگاه فردوسی مشهد

سردر دانشگاه

دانشگاه فردوسی مشهد از دانشگاه‌های دولتی و زیرمجموعه وزارت علوم، تحقیقات و فناوری ایران است که بر اساس نام حکیم ابوالقاسم فردوسی، شاعر و حماسه‌سرای ایرانی نام‌گذاری شده‌است. این دانشگاه که پیشنهاد بنیانگذاری آن به پیش از دهه بیست خورشیدی برمی‌گردد، سومین دانشگاه بنیان گذاشته شده در ایران به‌شمار می‌آید که در سال ۱۳۹۸ جشن هفتادسالگی خود را برگزار کرد. دانشگاه فردوسی مشهد در زمان پهلوی از نظر علمی و آکادمیک زیر نظر دانشگاه جرج‌تاون قرار داشت. دانشگاه فردوسی مشهد با دارا بودن ۱۳ دانشکده، ۸ پژوهشکده، بیش از ۲۵۰۰۰ دانشجوی داخلی و بین‌المللی و ۸۱۴ عضو هیئت علمی، به عنوان یکی از بزرگ‌ترین دانشگاه‌های ایران و قطب علمی شرق کشور محسوب می‌گردد.همچنین این دانشگاه از نظر امکانات رفاهی یکی از بهترین دانشگاه های کشور می باشد.
این دانشگاه که در غرب مشهد و در منطقه وکیل‌آباد و مجاورت میدان آزادی این شهر قرار دارد، همه ساله و از طریق آزمون سراسری که زیر نظر سازمان سنجش آموزش کشور برگزار می‌شود، نسبت به پذیرش پذیرفته شدگان این آزمون در سه مقطع کارشناسی، کارشناسی ارشد و دکتری و در گروه‌های علوم ریاضی، علوم تجربی، علوم انسانی و گروه هنر و زبان‌های خارجی اقدام می‌نماید. همچنین با توجه به تحصیل بیش از ۲۰۰۰ دانشجوی خارجی از حدود سی کشور جهان، این دانشگاه دارای جایگاه اول در جذب دانشجویان بین‌المللی در میان دانشگاه‌های کشور قرار گرفته‌است.
طبق جدیدترین آمار منتشر شده از سوی پایگاه استنادی علوم جهان اسلام (ISC)، بر اساس کلیه شاخص‌ها (آموزش، پژوهش، فناوری و نوآوری، بین‌المللی‌سازی، اثرگذاری اقتصادی و خدمات اجتماعی، زیرساخت و تسهیلات)، این دانشگاه دارای رتبه دوم الی پنجم در بین کلیه دانشگاه‌های کشور می‌باشد و یکی از شرکای علمی  دانشگاه رضوی در حوزه علوم انسانی میباشد. سرپرستی این دانشگاه در حال حاضر بر عهده عبدالرضا جوان جعفری، عضو هیئت علمی گروه حقوق جزا و جرم شناسی دانشکده حقوق و علوم سیاسی دانشگاه فردوسی مشهد است.

## تاریخچه

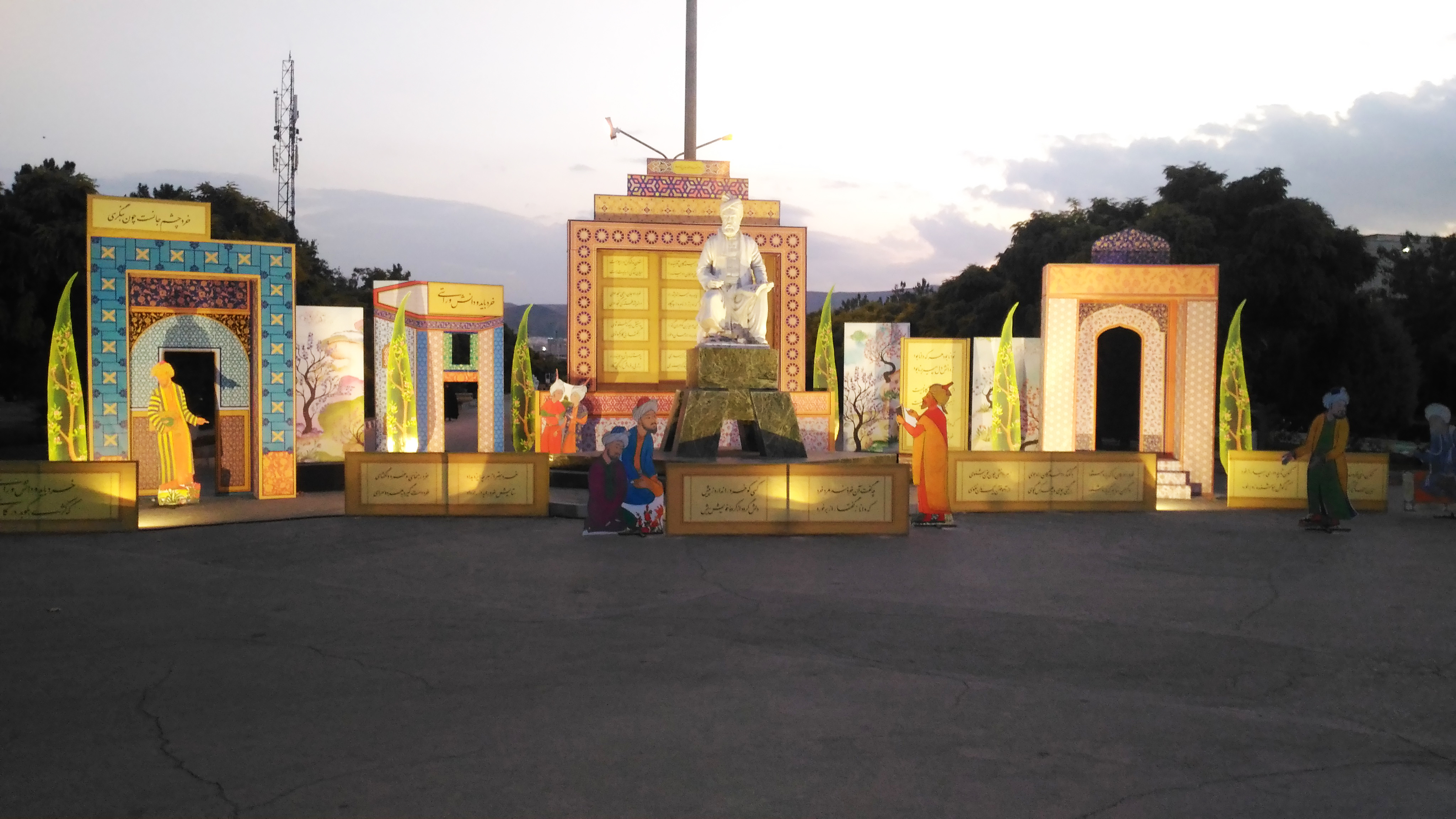
مجسمه فردوسی در جشن هفتاد سالگی تأسیس دانشگاه فردوسی مشهد

با تبدیل آموزشگاه عالی بهداری در سال ۱۳۲۸ به دانشکده پزشکی، نخستین گام در راه تأسیس سومین دانشگاه ایران در شهر مشهد برداشته شد. در سال ۱۳۳۴ با صدور مجوز دیگری دانشکده ادبیات با پنج رشته جداگانه تأسیس یافت. با گسترش آموزش عالی در ایران به ترتیب دانشکده معقول و منقول (که بعداً به الهیات تغییر نام یافت) دانشکده علوم، دانشکده دندانپزشکی، دوره شبانه، دانشکده علوم دارویی و تغذیه، دانشکده علوم تربیتی و روان‌شناسی، دانشکده کشاورزی، دانشکده مهندسی، مؤسسه بینایی سنجی، دبیرستان دانشگاه و مرکز تعلیمات به مجموعه دانشگاه مشهد که ازسال ۱۳۵۳ با انتخاب مهدی رضایی به دانشگاه فردوسی تغییر نام یافته بود افزوده شد.
پس از انقلاب اسلامی با تغییر در برخی واحدها و تفکیک دانشگاه علوم پزشکی از دانشگاه فردوسی مشهد، دانشکده علوم اداری و اقتصادی، دانشکده دامپزشکی، آموزشکده کشاورزی شیروان، دانشکده تربیت بدنی و علوم ورزشی، دانشکده علوم ریاضی، دانشکده هنر نیشابور، پژوهشکده علوم گیاهی، مرکز تحقیقات زمین لرزه‌شناسی، کالج دانشگاه، دانشکده منابع طبیعی و محیط زیست و دانشکده معماری و شهرسازی، یکی پس از دیگری به مجموعه واحدهای دانشگاه اضافه شد.

## پردیس دانشگاه

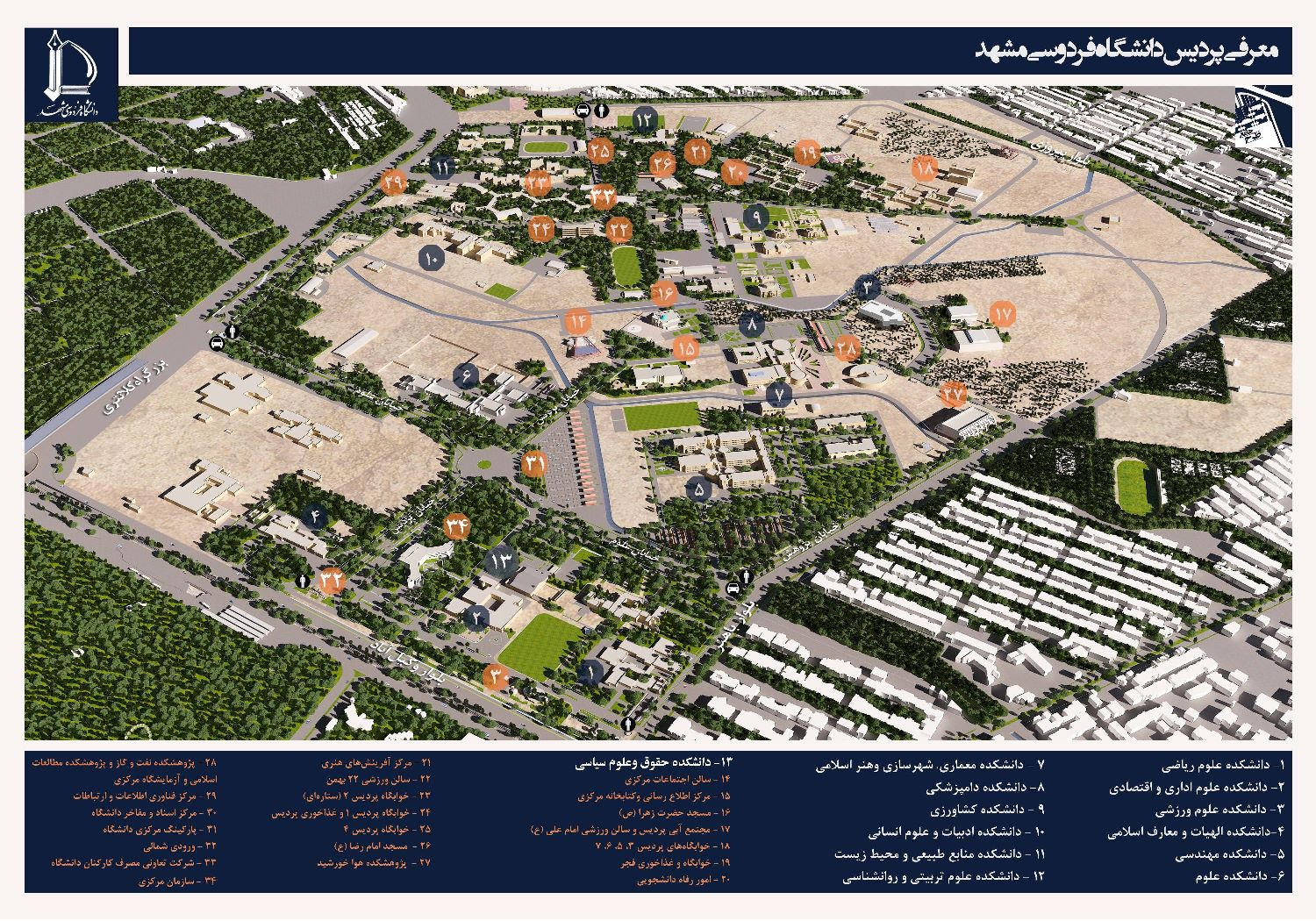
معرفی پردیس دانشگاه فردوسی مشهد

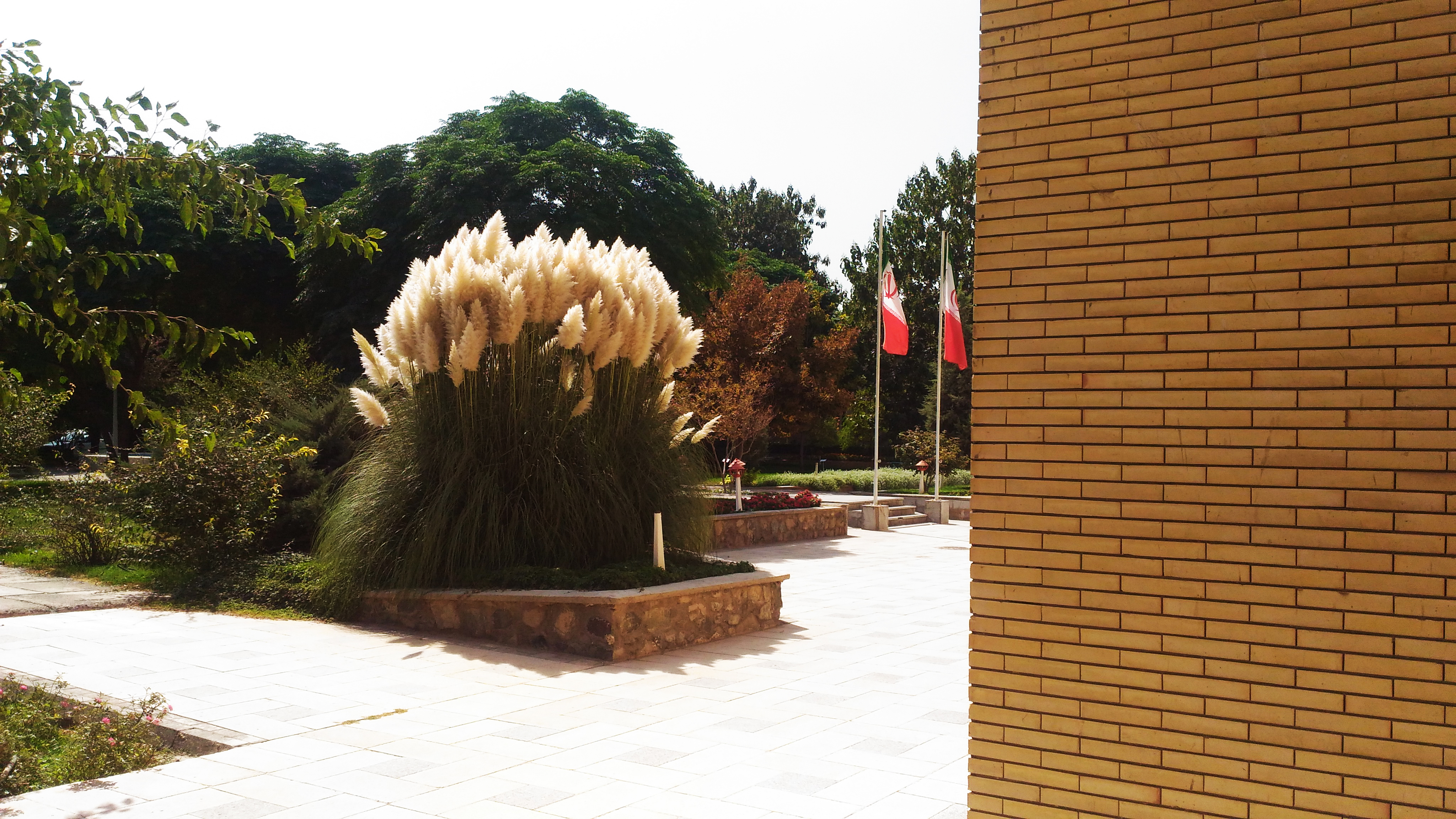
نمایی از پردیس دانشگاه فردوسی مشهد در یک روز تابستانی

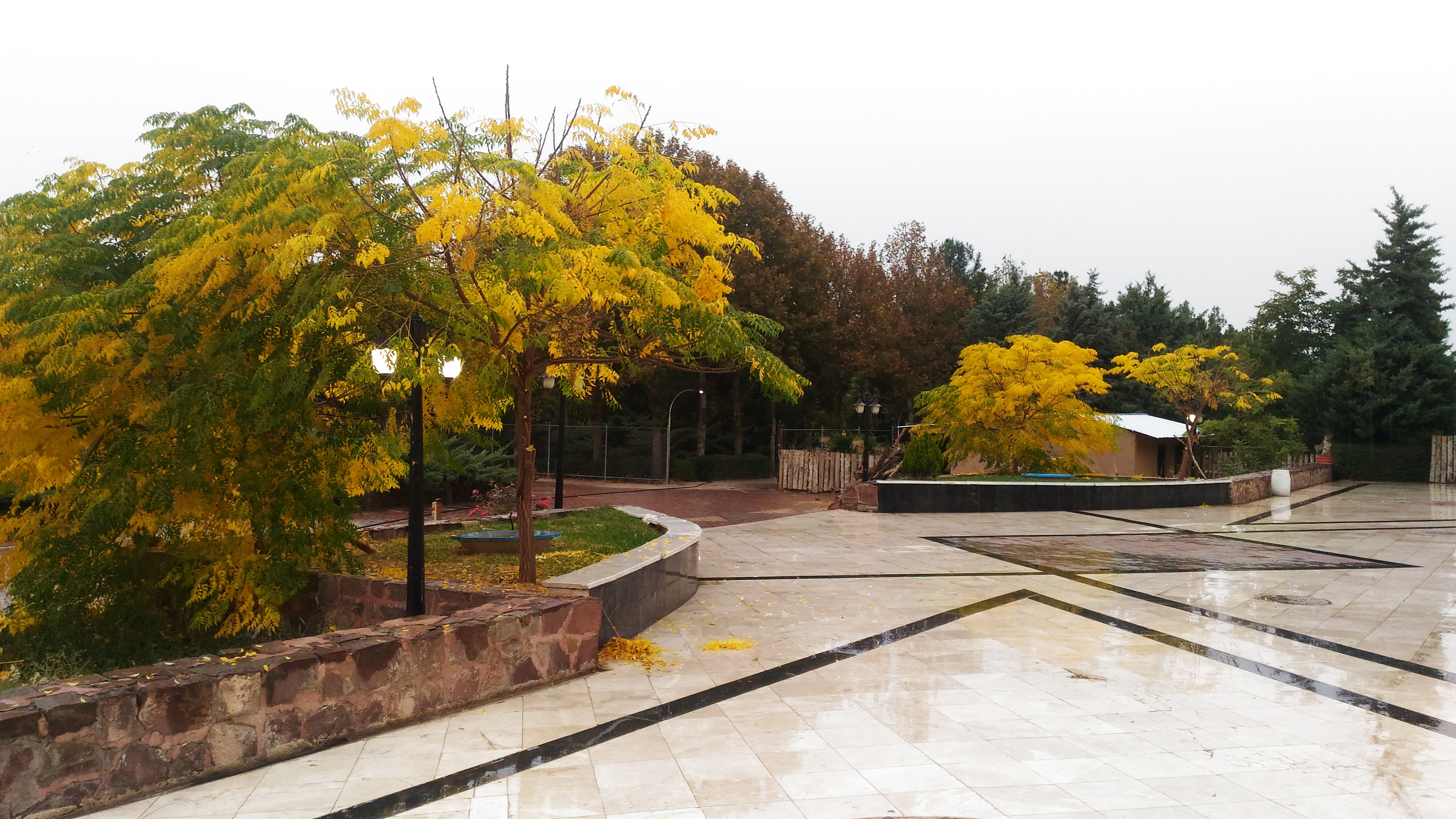
نمایی از پردیس دانشگاه فردوسی مشهد در یک روز پاییزی

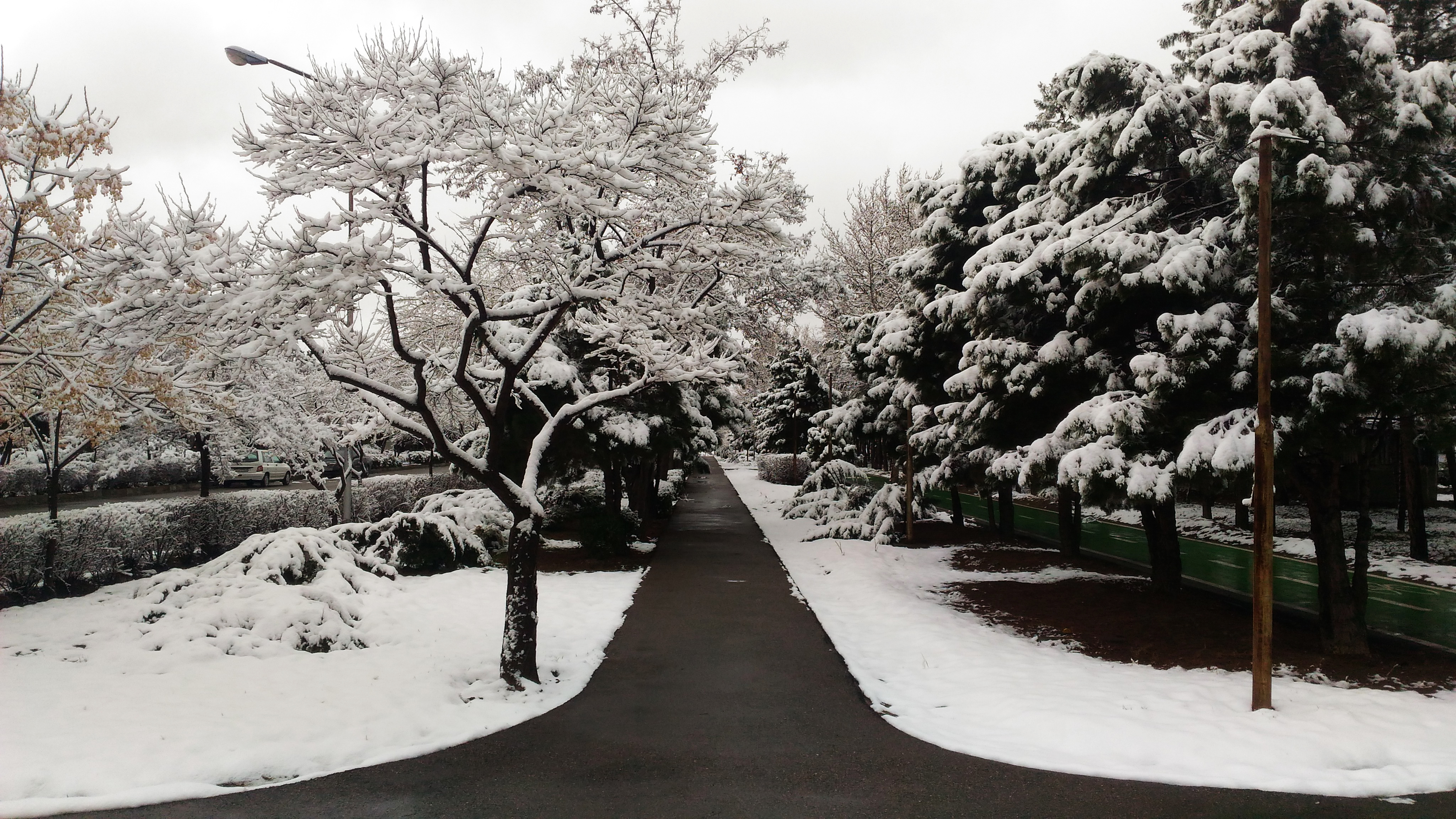
نمایی از پردیس دانشگاه فردوسی مشهد در یک روز زمستانی

پردیس اصلی دانشگاه فردوسی مشهد که به عنوان یکی از بزرگ‌ترین شهرک‌های دانشگاهی و پردیس‌های یکپارچه دانشگاه‌های کشور در مساحتی بیش از ۳۰۰ هکتار به صورت متمرکز و شامل کلیه دانشکده‌ها، پژوهشکده‌ها، ساختمان‌ها و بخشی بزرگ از مجموعه‌های فرهنگی، رفاهی، ورزشی و خوابگاه‌های دانشگاه می‌شود، از نظر جغرافیایی در یکی از مدرن‌ترین مناطق شهری غرب مشهد واقع شده و از شمال به میدان آزادی و بزرگ‌راه وکیل‌آباد، از شرق به بزرگ‌راه کلانتری، از جنوب به بلوار پیروزی و از شرق به بلوار باهنر منتهی شده‌است.

### دانشگاه سبز[۱۵]
دانشگاه فردوسی مشهد در عین قرارگیری در یکی از مناطق خشک و نیمه خشک کشور، دارای پردیسی سبز، با چشم‌اندازی مطلوب و دارای شرایط آب و هوایی مناسبی می‌باشد. دانشگاه فردوسی مشهد از سال ۱۳۸۱ و به عنوان اولین دانشگاه کشور، نسبت به تشکیل کمیته سبز و پردیس زیست‌محیطی دانشگاه اقدام نمود و در سال ۱۳۹۵ و بر اساس ابلاغیه وزارت علوم، تحقیقات و فناوری به «دانشگاه سبز» تغییر نام و ارتقاء یافت.
لازم است ذکر شود که بر اساس جدیدترین آمار منتشر شده از نظام رتبه‌بندی بین‌المللی گرین‌متریک (Green Metric) در سال ۲۰۲۰ که شاخص‌های دانشگاه‌های سبز دنیا را مورد سنجش قرار می‌دهد، دانشگاه فردوسی مشهد در روندی صعودی در رتبه ۳۳۷ام دانشگاه‌های سبز دنیا قرار گرفته‌است. همچنین در مقیاس رتبه‌بندی ملی و مابین دانشگاه‌های تراز اول کشور نیز در جایگاه دوم قرار دارد.

### حمل‌ونقل
با توجه به وسعت پردیس دانشگاه، از وسائل نقلیه عمومی از جمله اتوبوس و ون برای تردد دانشجویان و کارکنان استفاده می‌شود. همچنین امکان استفاده از دوچرخه‌های اشتراکی از دیگر امکانات مرتبط می‌باشد. لازم است ذکر شود که دانشگاه فردوسی مشهد دارای مسیر سبز ویژه دوچرخه‌سواری و اسکوترهای برقی است که هم‌اکنون فاز اول آن از ابتدای در شمالی این دانشگاه افتتاح شده‌است.

### ورودی‌ها و دسترسی شهری[۲۱]
- ورودی شمالی: به عنوان در اصلی دانشگاه فردوسی مشهد مطرح است که سردرب این دانشگاه نیز در آن واقع شده‌است. همچنین سازمان مرکزی دانشگاه و دانشکده الهیات و معارف اسلامی نیز در مجاورت این در قرار دارند. این در از نظر جغرافیایی به بزرگ‌راه وکیل‌آباد و پارک بزرگ ملت منتهی می‌شود. همچنین از حیث دسترسی شهری، خط شماره یک قطار شهری مشهد تحت عنوان ایستگاه «دانشگاه فردوسی مشهد - پارک ملت» و همچنین مرکز پایانه مسافربری درون‌شهری نیز در این مکان واقع شده‌است. لازم است ذکر شود که در حال حاضر این در صرفاً جهت عبور افراد پیاده‌رو مورد استفاده قرار می‌گیرد.
- ورودی شرقی: این در از نظر جغرافیایی به بزرگ‌راه کلانتری و میدان آزادی منتهی می‌شود. همچنین از حیث دسترسی شهری، علاوه بر ایستگاه اتوبوس، در مجاورت خط شماره یک قطار شهری مشهد تحت عنوان ایستگاه «آزادی» قرار دارد.
- ورودی غربی: این در از نظر جغرافیایی به بلوار باهنر و پارک کوثر منتهی می‌شود. همچنین از حیث دسترسی شهری، علاوه بر ایستگاه اتوبوس، در مجاورت خط شماره یک قطار شهری مشهد تحت عنوان ایستگاه «کوثر» قرار دارد. دانشکده مهندسی و دانشکده علوم ریاضی در مجاورت این در قرار دارند.
- ورودی جنوب شرقی: این در که از آن تحت عنوان در رضوی یاد می‌شود، از نظر جغرافیایی به بلوار رضوی منتهی می‌شود. دانشکده علوم تربیتی و روان‌شناسی در مجاورت این در قرار دارد.
- ورودی جنوبی: این در از نظر جغرافیایی به بزرگ‌راه پیروزی منتهی می‌شود. خوابگاه‌های پردیس سه، پنج، شش و هفت (دختران) در مجاورت این در قرار دارند.
- ورودی‌های فرعی و پیاده‌رو: در نقاط مختلف دانشگاه، درب‌هایی جهت عبور پیاده‌رو تعبیه شده‌است. از جمله این موارد می‌توان به در شمال غربی در مجاورت دانشکده علوم ریاضی و بانک‌های داخلی مستقر در دانشگاه و در کلینیک روان‌شناسی دانشکده علوم تربیتی و روان‌شناسی در بلوار باهنر اشاره داشت.

### ساختمان‌ها و اماکن
- سازمان مرکزی
- مرکز اطلاع‌رسانی و کتابخانه مرکزی
- موزه دانشگاه فردوسی مشهد
- مرکز اسناد و مفاخر دانشگاه
- انگاریوم (آسمان‌نما دانشگاه فردوسی مشهد)
- مسجد حضرت زهرا
- مسجد امام رضا
- انتشارات دانشگاه
- مرکز توسعه فناوری‌های پیشرفته
- شبکه آزمایشگاهی
- مرکز رفاهی (شماره یک و دو)
- مهمان‌سرای دانشگاه فردوسی
- معاونت فرهنگی، اجتماعی و دانشجویی
  - مدیریت رفاه و سلامت
    - مجموعه خوابگاه‌های پردیس (دختران)
    - مجموعه خوابگاه‌های فجر (پسران)
    - غذاخوری‌ها (فجر، پردیس، مهر، زیتون و یاس)
    - کافه تریا (خوابگاه‌ها و دانشکده‌ها)
    - مرکز بهداشت و درمان

  - مدیریت تربیت بدنی
    - مجتمع آبی پردیس
    - مجموعه ورزشی ۲۲ بهمن
    - سالن ورزشی جهان پهلوان تختی
    - سالن ورزشی امام رضا
    - سالن ورزشی امام علی
    - سالن ورزشی کوثر
    - مجموعه روباز تنیس خاکی
    - اماکن ورزشی روباز (پردیس و دانشکده‌ها)
    - اماکن ورزشی خوابگاهی

  - مدیریت فرهنگی و فعالیت‌های داوطلبانه
  - مرکز مشاوره و توانمندسازی
  - مرکز آفرینش‌های هنری
  - تالار رودکی
- مرکز فناوری اطلاعات و ارتباطات
- شرکت تعاونی مصرف (فروشگاه زنجیره‌ای)
- سالن اجتماعات مرکزی

## مرکز اطلاع‌رسانی و کتابخانه مرکزی

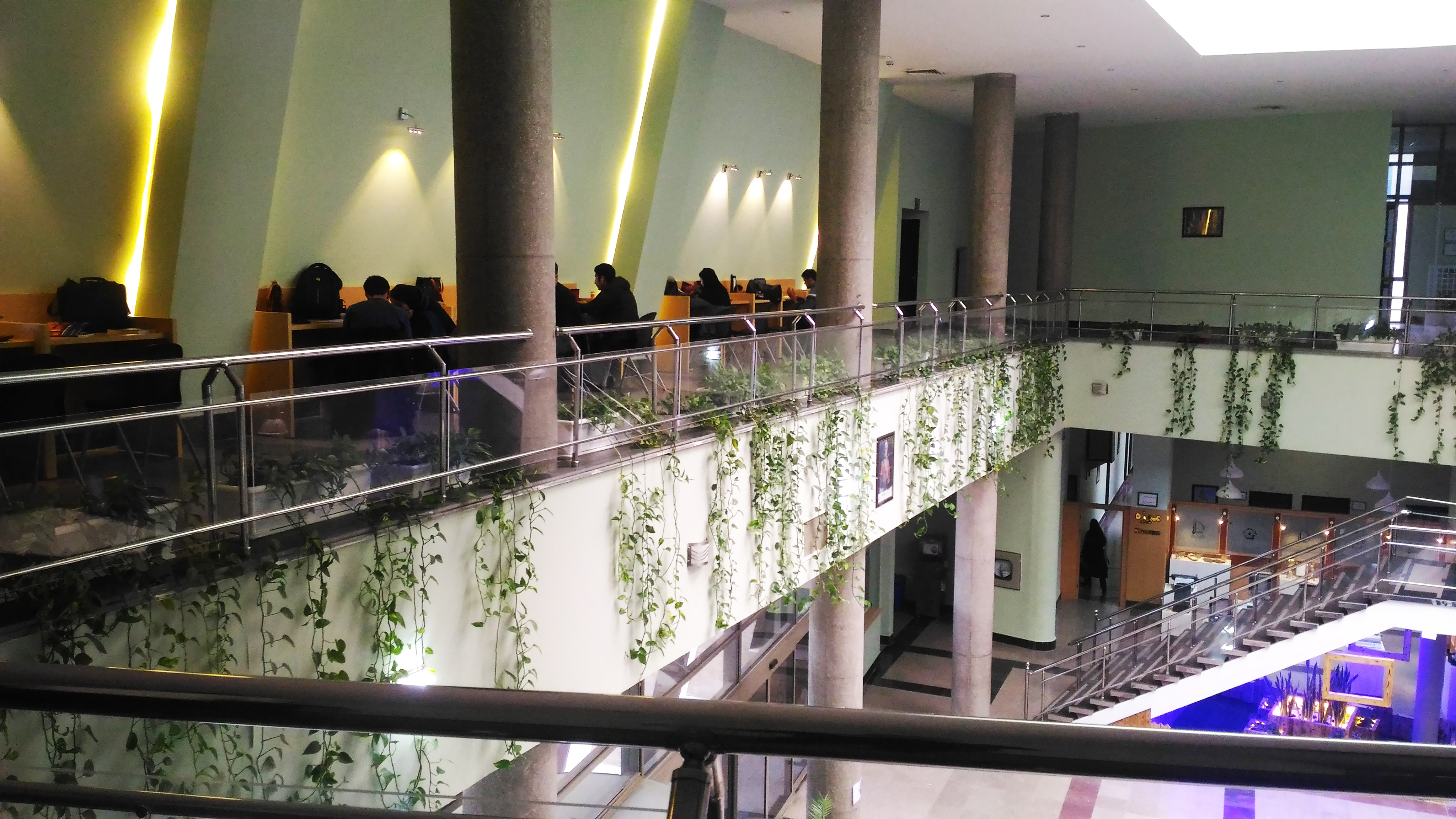
نمایی داخلی از مرکز اطلاع‌رسانی و کتابخانه مرکزی دانشگاه فردوسی مشهد

قدمت ایجاد اولین مرکز اطلاع‌رسانی و کتابخانه مرکزی دانشگاه فردوسی مشهد به اوایل سال ۱۳۵۰ هجری شمسی و در قالب ساختمان کوچکی در مقابل دانشکده ادبیات و علوم انسانی برمی‌گردد. یک سال بعد، این مرکز به ساختمانی با وسعت ۶۵۰ متر مربع به خارج دانشگاه انتقال یافت، سپس مجدداً به ساختمانی در پردیس دانشگاه منتقل شد. در سال ۱۳۷۲ وسعت کتابخانه ابتدا به ۸۵۰ مترمربع و به تدریج به ۲۴۰۰ متر مربع افزایش یافت اما همچنان پاسخ‌گوی نیاز مخاطبان دانشگاه نبود. با توجه به این امر و با عنایت به تصویب طرح احداث ساختمان مرکز اطلاع‌رسانی و کتابخانه مرکزی، در سال ۱۳۹۱ مرکز جدید در فضایی به مساحت بالغ بر ۸۹۰۰ متر مربع در قالب ۳ طبقه احداث گردید. پس از احداث این مرکز، فرایند ادغام برخی از کتابخانه‌های مرتبط با دانشکده‌ها با کتابخانه جدید آغاز گردید.
مرکز اطلاع‌رسانی و کتابخانه مرکزی دانشگاه فردوسی مشهد در حال حاضر دارای بخش‌های امانت کتاب، آموزش (برگزاری نشست‌ها و کارگاه‌های علمی)، مشاوره اطلاعاتی و پژوهشی، اطلاع‌رسانی، نشریات، پایان‌نامه‌ها، سازمان‌دهی و فهرست‌نویسی منابع، علم‌سنجی، مرجع و گنجینه‌های اهدایی می‌باشد. طبقه منفی یک این مرکز به صورت کامل به بخش‌های امانت کتب فارسی، امانت کتب بین‌المللی و سالن مطالعه عمومی اختصاص یافته‌است. همچنین طبقه اول به لابی، موزه ابزارهای تاریخی حوزه کتاب‌داری و واحدهای اداری تقسیم‌بندی شده‌است. نهایتاً طبقه دوم این مرکز شامل واحدهای آموزش، پژوهش، پایان‌نامه‌ها، مرجع، انتشارات، کافه تریا و فضای مطالعه عمومی تخصیص یافته‌است. لازم است ذکر شود که بخش امانت این کتابخانه دارای بیش از ۱۸۰٫۰۰۰ نسخه کتاب فارسی و ۸۵٫۰۰۰ نسخه کتاب لاتین می‌باشد.

## دانشکده‌ها، پژوهشکده‌ها و واحدهای وابسته
دانشگاه فردوسی مشهد در حال حاضر دارای ۱۳ دانشکده، ۸ پژوهشکده، ۲ مرکز پژوهشی، ۲ گروه پژوهشی و موسسات وابسته علمی، پژوهشی و فرهنگی می‌باشد که در ادامه به تفکیک قید شده‌است:

### دانشکده‌ها

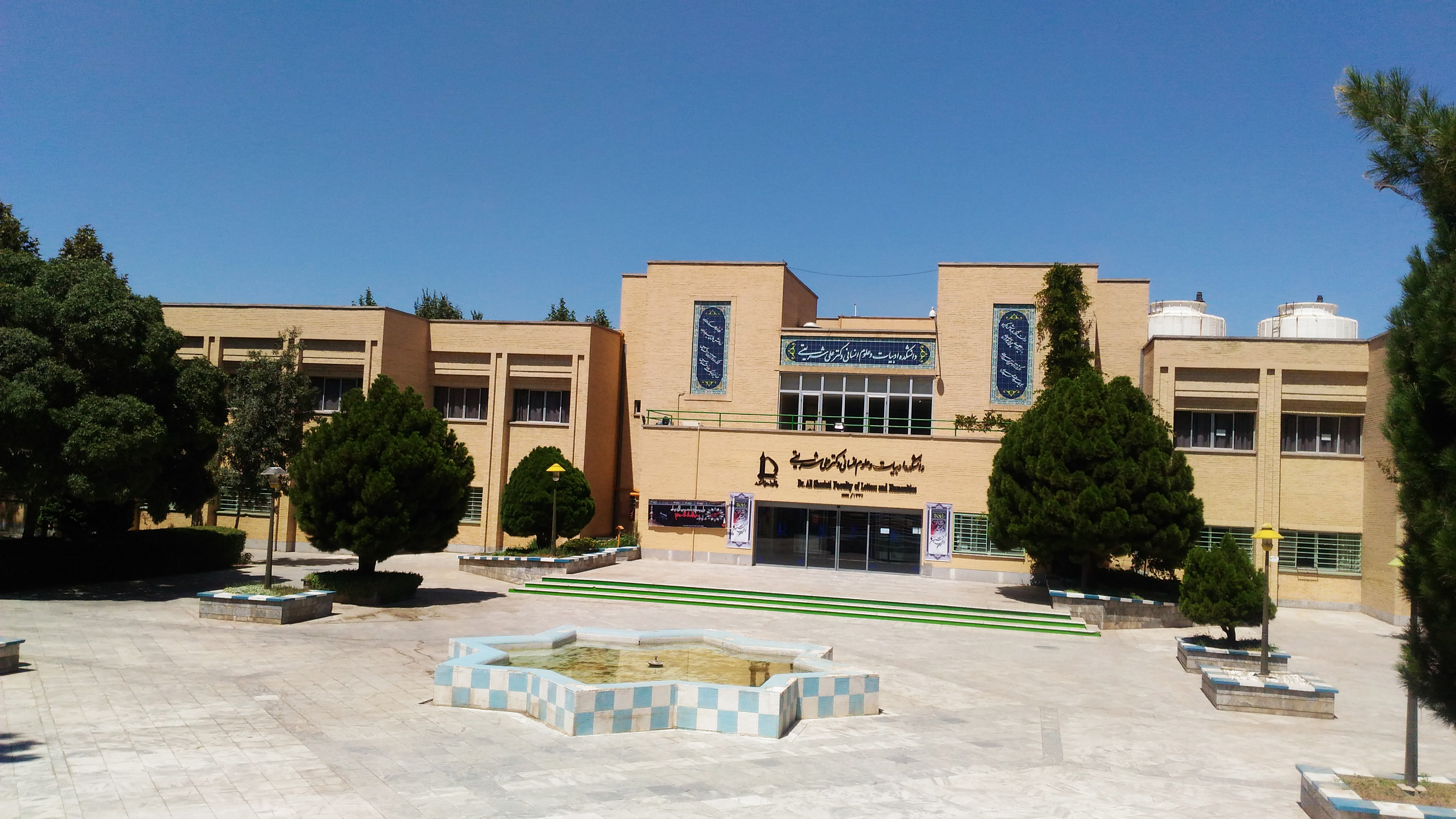
دانشکده ادبیات و علوم انسانی دکتر علی شریعتی دانشگاه فردوسی مشهد

#### دانشکده ادبیات و علوم انسانی دکتر علی شریعتی
دانشکده ادبیّات و علوم انسانی دانشگاه فردوسی مشهد با هدف تأمین نیروی انسانی متخصص و ماهر به عنوان دومین واحد آموزش عالی در سطح شهر مشهد با راه‌اندازی گروه زبان و ادبیات فارسی در سال ۱۳۳۴ هجری شمسی تأسیس گردید. در سال بعد، رشته‌های زبان و ادبیات انگلیسی و زبان و ادبیات فرانسه ایجاد شد. پس از گذشت یک سال دیگر، رشته‌های تاریخ و جغرافیا در این دانشکده آغاز به کار نمود. رشته زبان‌شناسی نیز در سال ۱۳۴۲ فعالیت خود را آغاز کرد.
در سال ۱۳۵۱ رشته زبان و ادبیات عرب از دانشکده الهیات به این دانشکده منتقل شد. همچنین رشته علوم اجتماعی که به عنوان رشته‌ای فرعی از سال ۱۳۵۰ افتتاح شده بود، از سال ۱۳۶۴ به عنوان رشته‌ای مستقل به پذیرش دانشجو اقدام نمود. رشته روان‌شناسی نیز که از سال تحصیلی ۱۳۵۰–۱۳۴۹ تا پایان سال تحصیلی ۱۳۵۳–۱۳۵۲ در این دانشکده دایر بود، از سال تحصیلی ۱۳۵۴–۱۳۵۳ از این دانشکده جدا شد. دوره کارشناسی ارشد زبان و ادبیات فارسی از سال ۱۳۴۹ و دوره دکتری این رشته در سال ۱۳۵۵ به‌طور مستقل دانشجو پذیرفت و نخستین دانش‌آموخته آن در سال ۱۳۶۲ از رساله خود دفاع کرد.
هم‌اکنون در دانشکده ادبیات و علوم انسانی، ۹ گروه آموزشی و ۸ رشته تحصیلی کارشناسی فعالیت دارند. این دانشکده در حال حاضر دارای تعداد ۱۰۰ عضو هیئت علمی شاغل شامل ۱۴ استاد، ۳۳ دانشیار، ۵۰ استادیار و ۲ مربی می‌باشد.
گروه‌های آموزشی موجود در دانشکده ادبیات و علوم انسانی:

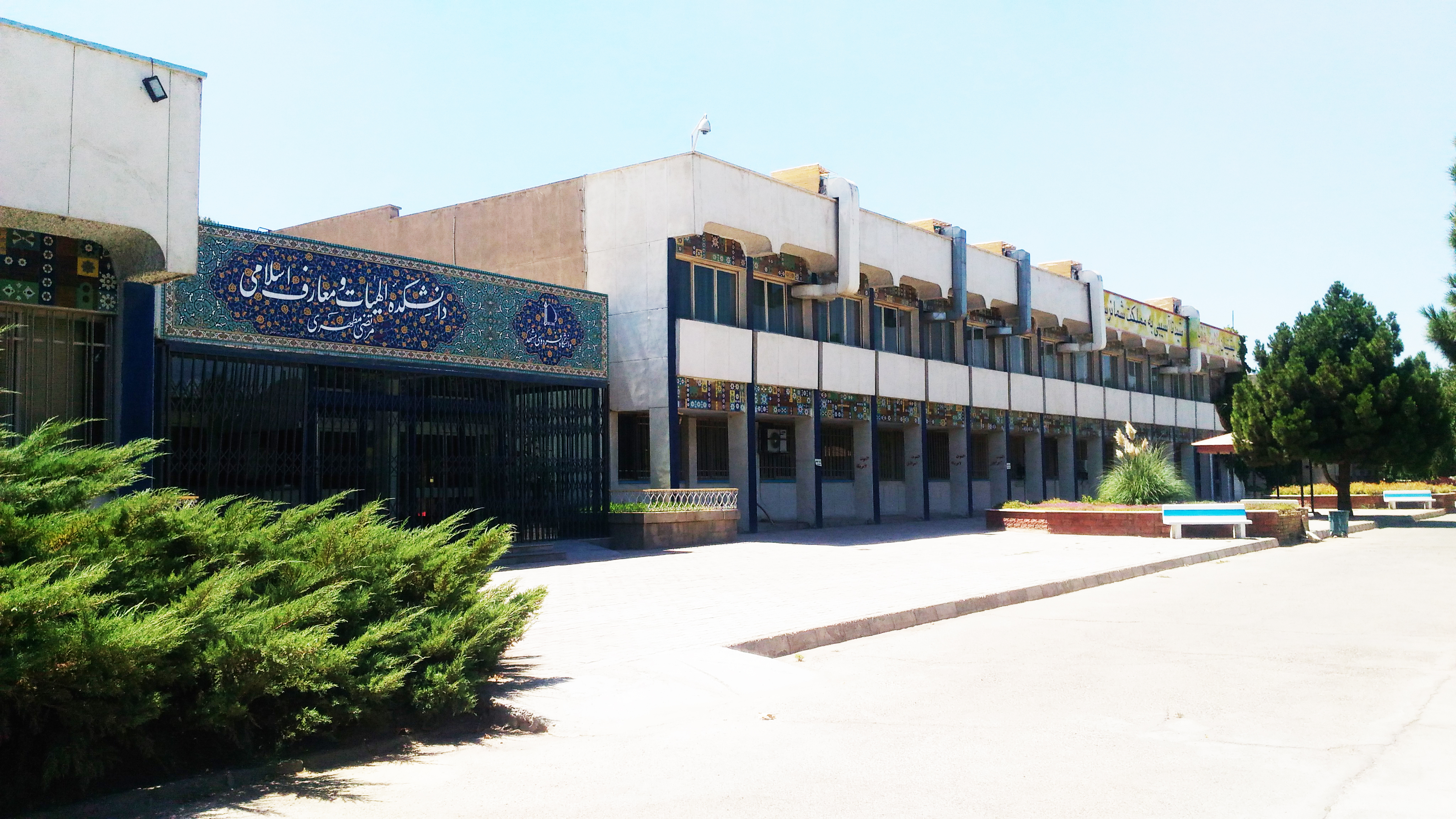
دانشکده الهیات و معارف اسلامی دانشگاه فردوسی مشهد

- زبان و ادبیات فارسی
- زبان و ادبیات عربی
- زبان فرانسه
- زبان انگلیسی
- زبان روسی
- علوم اجتماعی
- جغرافیا
- تاریخ

#### دانشکده الهیات و معارف اسلامی
دانشکده الهیات و معارف اسلامی دانشگاه فردوسی مشهد در سال ۱۳۳۷ به نام دانشکده علوم معقول و منقول با دو رشته معقول (فلسفه و حکمت اسلامی) و منقول (فقه) تأسیس شده‌است. از سال ۱۳۴۸ نام این دانشکده، به الهیات و معارف اسلامی تغییر یافته و در سه رشته: فقه و مبانی حقوق‌اسلامی، فلسفه و کلام اسلامی، فرهنگ اسلامی و رابطه آن با تمدن ایرانی دانشجو پذیرفته‌است. افزون بر این، از سال ۱۳۴۹ دو گروه آموزشی به نام‌های مبانی تشیع و ادیان و مذاهب، قرآن و حدیث و متون عربی به عنوان دو رشته فرعی فعالیت آموزشی داشته‌است.
در سال ۱۳۶۲ که دانشگاه‌ها پس از یک وقفه سه ساله بازگشایی شدند، کلیه رشته‌های این دانشکده در هم ادغام شده و به نام رشته «الهیات و معارف اسلامی» با دو گرایش دبیری و آزاد به کار خود ادامه داد. در بهمن‌ماه ۱۳۶۵ رشته آزاد الهیات به پنج گرایش: فقه و مبانی حقوق اسلامی، فلسفه و کلام اسلامی، علوم قرآنی و حدیث، فرهنگ اسلامی (تاریخ و تمدن اسلامی) و مبانی تشیع و ادیان و مذاهب تقسیم گردید.
از سال تحصیلی ۷۰–۱۳۶۹ دانشکده دارای پنج گروه آموزشی: مبانی تشیع و ادیان و مذاهب (ادیان و عرفان تطبیقی)، تاریخ و تمدن اسلامی، علوم قرآن و حدیث، فقه و مبانی حقوق اسلامی، فلسفه و حکمت اسلامی بود که در سال ۱۳۸۳ گروه معارف اسلامی نیز به دانشکده الهیات پیوست. این دانشکده در حال حاضر دارای ۶ گروه آموزشی و ۵۶ عضو هیئت علمی شاغل شامل ۸ استاد، ۲۱ دانشیار و ۲۷ استادیار می‌باشد.
گروه‌های آموزشی موجود در دانشکده الهیات و معارف اسلامی:

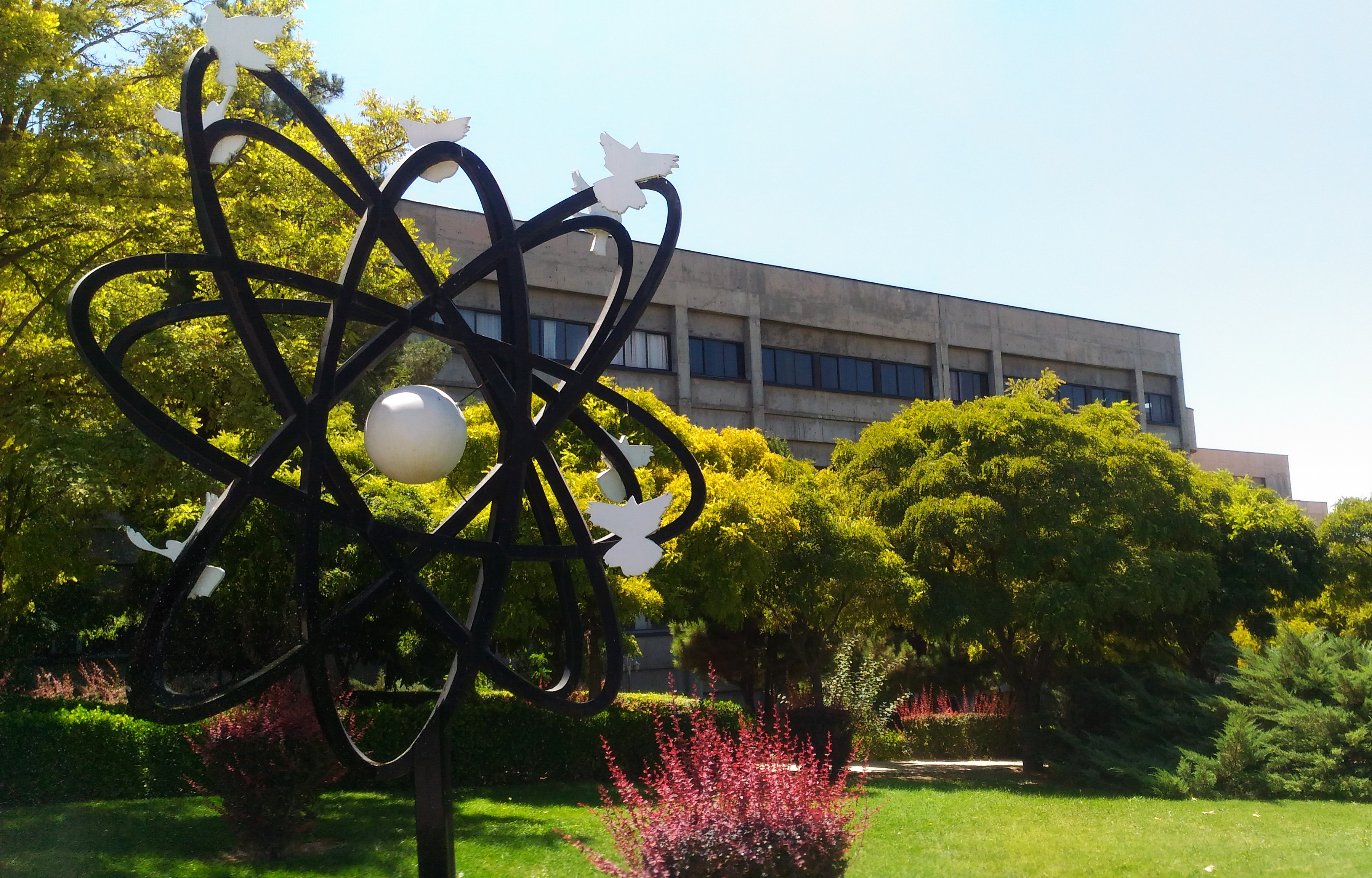
دانشکده علوم دانشگاه فردوسی مشهد

- فلسفه و حکمت اسلامی
- فقه و مبانی حقوق اسلامی
- علوم قرآن و حدیث
- تاریخ و تمدن اسلامی
- ادیان و عرفان تطبیقی
- معارف اسلامی

#### دانشکده علوم
دانشکده علوم دانشگاه فردوسی مشهد در سال ۱۳۴۰ تأسیس شد. پذیرش دانشجو در رشته ریاضی - فیزیک از سال ۱۳۴۱ آغاز گردید. در سال ۱۳۴۴ رشته ریاضی - فیزیک منحل و رشته‌های ریاضی، فیزیک و شیمی با پذیرش ۵۰ دانشجو در هر گروه جایگزین آن شد. رشته‌های زمین‌شناسی و زیست‌شناسی در سال ۱۳۴۶ تأسیس گردیدند. رشته آمار که قبلاً با ریاضی مشترک بود در سال ۱۳۶۷ به‌طور مستقل دانشجو پذیرفت. رشته کامپیوتر در سال ۱۳۶۸ از گروه ریاضی جدا و به صورت مستقل تشکیل و به دانشکده مهندسی منتقل گردید. طرح تأسیس دانشکدهٔ علوم ریاضی در سال ۱۳۷۵ به تصویب رسید و این دانشکده نیز در قالب رشته‌هایی جداگانه در سال ۱۳۷۶ شروع به فعالیت نمود. دانشکده علوم در حال حاضر دارای ۹۳ عضو هیئت علمی شاغل شامل ۳۴ استاد، ۳۴ دانشیار و ۲۵ استادیار می‌باشد.
گروه‌های آموزشی موجود در دانشکده علوم:
- زمین‌شناسی
- زیست‌شناسی
- شیمی
- فیزیک

#### دانشکده علوم اداری و اقتصادی
دانشکده علوم اداری و اقتصادی دانشگاه فردوسی مشهد در سال ۱۳۶۶ با هدف تأمین و تربیت نیروی انسانی متخصص کشور در زمینه‌های اقتصاد، مدیریت، حسابداری، حقوق و علوم سیاسی تأسیس شد. فعالیت‌های آموزشی دانشکده از مهرماه سال ۱۳۶۷ با پذیرش ۱۲۰ دانشجو در سه رشته کارشناسی: اقتصاد بازرگانی، حسابداری و مدیریت بازرگانی آغاز شد. در سال‌های بعد به ترتیب رشته‌های کارشناسی حقوق، اقتصاد نظری و مدیریت دولتی به رشته‌های قبلی اضافه شدند. توسعه فعالیت‌های آموزشی، پژوهشی این دانشکده با تأسیس دوره‌های کارشناسی ارشد علوم اقتصادی و کارشناسی ارشد (معادل) توسعه اقتصادی و برنامه‌ریزی در سال ۷۳ ادامه یافت.
ایجاد دوره روزانه کارشناسی ارشد مدیریت بازرگانی، دوره شبانه رشته‌های کارشناسی مدیریت بازرگانی و حقوق درسال‌های ۷۳ و ۷۴، کارشناسی اقتصاد بازرگانی در سال ۷۶ و علوم سیاسی در سال تحصیلی ۷۸ موجبات گسترش بیشتر فعالیت‌های آموزشی این دانشکده را فراهم نمود. سپس کارشناسی ارشد حسابداری در سال ۸۳، کارشناسی ارشد حقوق (گرایش جزا و جرم‌شناسی) در سال ۸۵، کارشناسی ارشد علوم سیاسی در سال ۸۵، دکترای علوم اقتصادی و کارشناسی ارشد مدیریت صنعتی در سال ۸۶ و کارشناسی ارشد اقتصاد انرژی و دکترای مدیریت در دو گرایش رفتار سازمانی و منابع انسانی در سال ۸۷ به دوره‌های تحصیلات تکمیلی دانشکده اضافه گردیدند. دانشکده علوم اداری و اقتصادی در حال حاضر دارای ۵۱ عضو هیئت علمی شاغل شامل ۱۲ استاد، ۱۹ دانشیار و ۲۰ استادیار می‌باشد.
گروه‌های آموزشی موجود در دانشکده علوم اداری و اقتصادی:

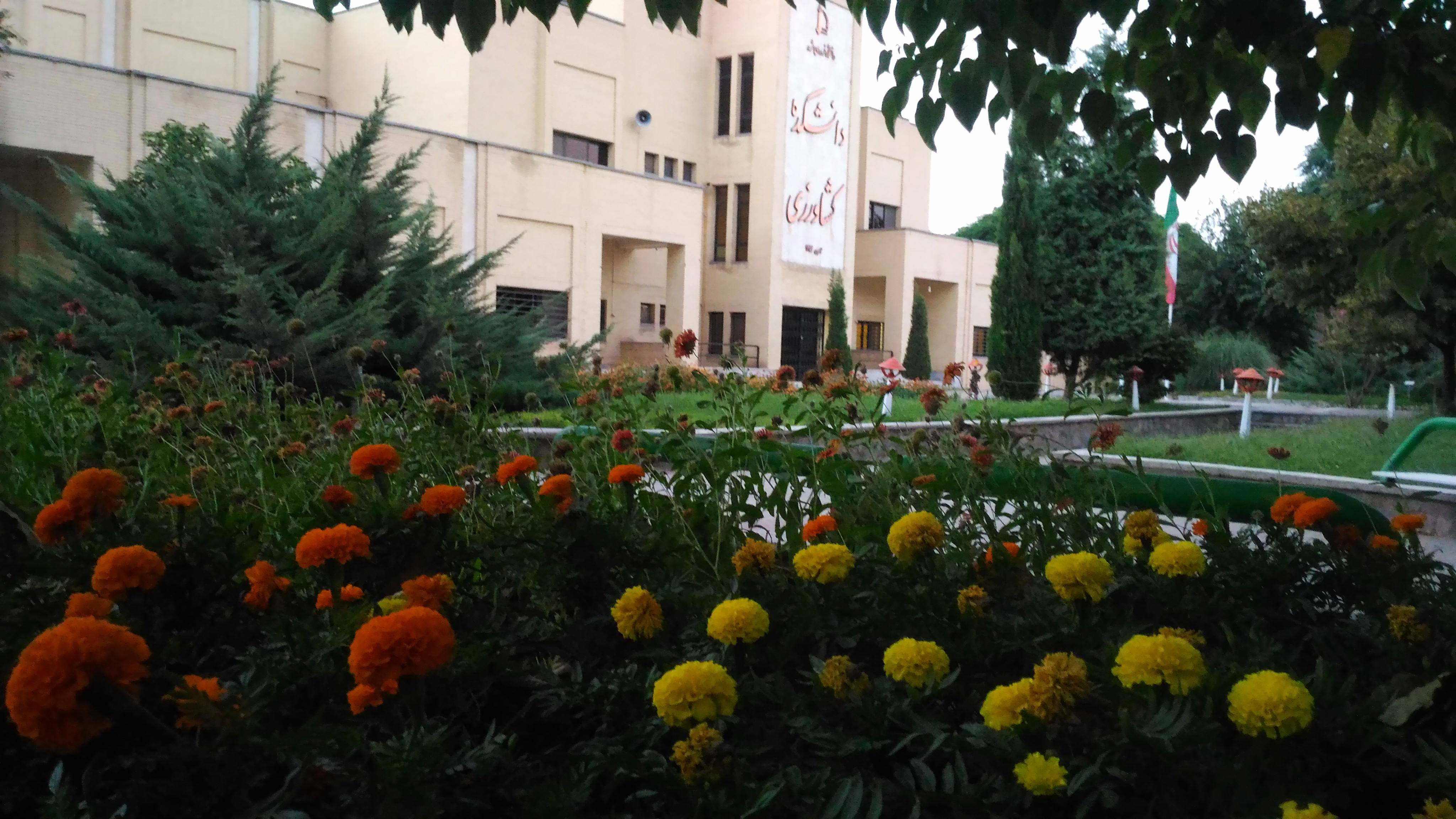
دانشکده کشاورزی دانشگاه فردوسی مشهد

- اقتصاد
- مدیریت
- حسابداری
- حقوق
- علوم سیاسی

#### دانشکده کشاورزی
دانشکده کشاورزی دانشگاه فردوسی مشهد در سال ۱۳۵۲ با هدف تأمین نیروی انسانی متخصص و ماهر در رشته‌های گوناگون کشاورزی تأسیس شد. هدف کلی تأسیس چنین دانشکده‌ای در شرق کشور، تأمین نیروی انسانی در سطح کارشناسی، کارشناسی ارشد و دکتری جهت پیشبرد فعالیت‌های برنامه‌ریزی، تولید، تبدیل، نگهداری و توزیع محصولات کشاورزی و مواد غذایی بوده‌است.
مرکز تحقیقات قارچ‌های خوراکی، مزرعه تحقیقاتی، گلخانه تحقیقاتی، مرکز تحقیقات دام و طیور، مرکز تحقیقات گاو شیری، مرکز پژوهشی فناوری‌های نوین، مجتمع صنایع غذایی، ایستگاه هواشناسی، مرکز آمار اطلاعات و امور رایانه دانشکده کشاورزی و گلخانه تحقیقاتی، از جمله واحدهای زیرمجموعه این دانشکده به‌شمار می‌روند.
همچنین کارگاه‌ها و آزمایشگاه‌های کشت و بافت، مهندسی ژنتیک، ژنومیکس و متابولیت‌های گیاهی، ماشین ابزار، ماشین‌های کشاورزی، آزمون و ارزیابی ماشین‌های کشاورزی، آزمون بافت مواد کشاورزی و غذایی، بیوگاز، پردازش تصویر و بینایی ماشین، بیوسوخت‌ها، موتور و تبدیل انرژی، حاصل‌خیزی خاک، بیولوژی خاک، خاک‌شناسی عمومی، فیزیک خاک، کشت بافت، گیاهان زینتی، فیزیولوژی گیاهی، تغذیه، تغذیه دام، آنالیز دستگاهی، فیزیولوژی حیوانی، اتاق بلدرچین، کشت سلولی، بیان ژن، پپروتیومیکس، الکتروفورز، جوجه‌کشی، کنسروسازی، فرآورده‌های گوشتی، فرمولاسیون و ارزیابی حسی مواد غذایی، بیوفیزیک، بسته‌بندی، تحقیقات عالی در شیمی مواد غذایی، قنادی و تنقلات، تکنولوژی قند، تکنولوژی لبنیات، میکروبیولوژی مولکولی، میکروبیولوژی صنعتی، فرآوری صیفی‌جات، شیمی آلی، تحقیقات بیماری‌شناسی، تحقیقات حشره‌شناسی، سم‌شناسی، کنه‌شناسی، کنترل بیولوژیک و پاتولوژی حشرات، مکانیک خاک، نقشه‌برداری، هیدرولیک و مکانیک سیالات، کیفیت آب و مصالح ساختمانی، بخشی از امکانات گروه‌های آموزشی این دانشکده می‌باشد.
گروه‌های آموزشی موجود در دانشکده کشاورزی:
- اقتصاد کشاورزی
- بیوتکنولوژی و به‌نژادی گیاهی
- مکانیک بیوسیستم
- علوم خاک
- اگروتکنولوژی
- علوم باغبانی و مهندسی فضای سبز
- علوم دامی
- علوم و صنایع غذایی
- گیاه‌پزشکی
- علوم مهندسی آب

#### دانشکده مهندسی

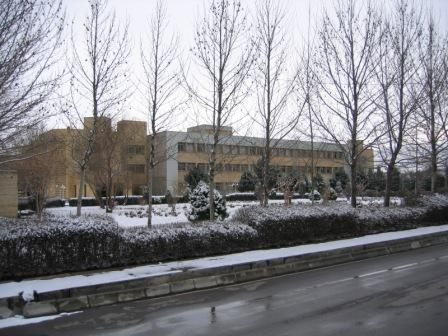
دانشکده مهندسی

براساس مصوبه یکصدوچهارمین نشست شورای گسترش آموزش عالی مورخ پنجم اسفند ۱۳۵۳و با هدف ایجاد یک قطب مهندسی قوی و مناسب در شرق ایران و ایجاد امکانات و شرایط مناسب برای پرورش استعدادهای فنی جوانان، تأمین نیروی انسانی متخصص، اجرای طرح‌های صنعتی و استقلال علمی و صنعتی کشور، دانشکده مهندسی دانشگاه فردوسی تأسیس گردید.
دانشکده مهندسی در مهرماه ۱۳۵۴ با پذیرش ۳۰ دانشجو در رشته برق و ۳۰ دانشجو در رشته مکانیک فعالیت خود را آغاز کرد، ولی به دلیل عدم تأمین کادر آموزشی، رشته مهندسی برق تعطیل شد و دانشجویان این رشته به سایر دانشگاه‌ها منتقل شدند و بعدها پس از تأمین کادر آموزشی از سال ۱۳۵۸، بار دیگر فعالیت رشته مهندسی در رشته الکترونیک آغاز شد.
به دنبال انقلاب فرهنگی در سال ۱۳۵۹ و با ادغام دانشکده مهندسی و دانشگاه کار و پیشه شاخه مشهد، تعداد اعضای هیئت علمی و دانشجویان آن به یک‌باره افزایش چشم‌گیری یافت. پیش از این تاریخ، دانشکده مهندسی دانشگاه کار و پیشه، در سه رشته الکترونیک، الکتروتکنیک و راه و ساختمان فعالیت آموزشی چشمگیری داشت. گروه کامپیوتر در سال ۱۳۶۷ در دانشکده علوم تأسیس و یک سال بعد به دانشکده مهندسی پیوست. گروه مهندسی شیمی در سال ۱۳۷۰ و دو سال پس از آن، گروه مهندسی متالورژی و مواد تأسیس گردید و گروه مهندسی صنایع نیز در سال ۱۳۸۵ به گروه‌های آموزشی دانشکده افزوده شد.
در حال حاضر این دانشکده با زیربنایی بالغ بر ۴۸۰۰۰ متر مربع و با دارا بودن ۱۸۰ عضو هیئت علمی شاغل شامل ۶۱ استاد، ۶۳ دانشیار و ۶۱ استادیار در ۷ رشته و ۳۷ گرایش با امکانات و تجهیزات کارگاهی، آزمایشگاهی و تحقیقاتی قابل ملاحظه، به عنوان قطب مهندسی شرق کشور به حساب می‌آید. همچنین چهار مرکز پژوهشی فعال شامل مراکز پژوهشی بهینه‌سازی مصرف انرژی و کاهش آلودگی هوا، منابع آب و محیط زیست، برق و کامپیوتر و مهندسی ساخت، تولید و خدمات خودرو در دانشکده به فعالیت مشغول می‌باشند.
گروه‌های آموزشی موجود در دانشکده مهندسی:

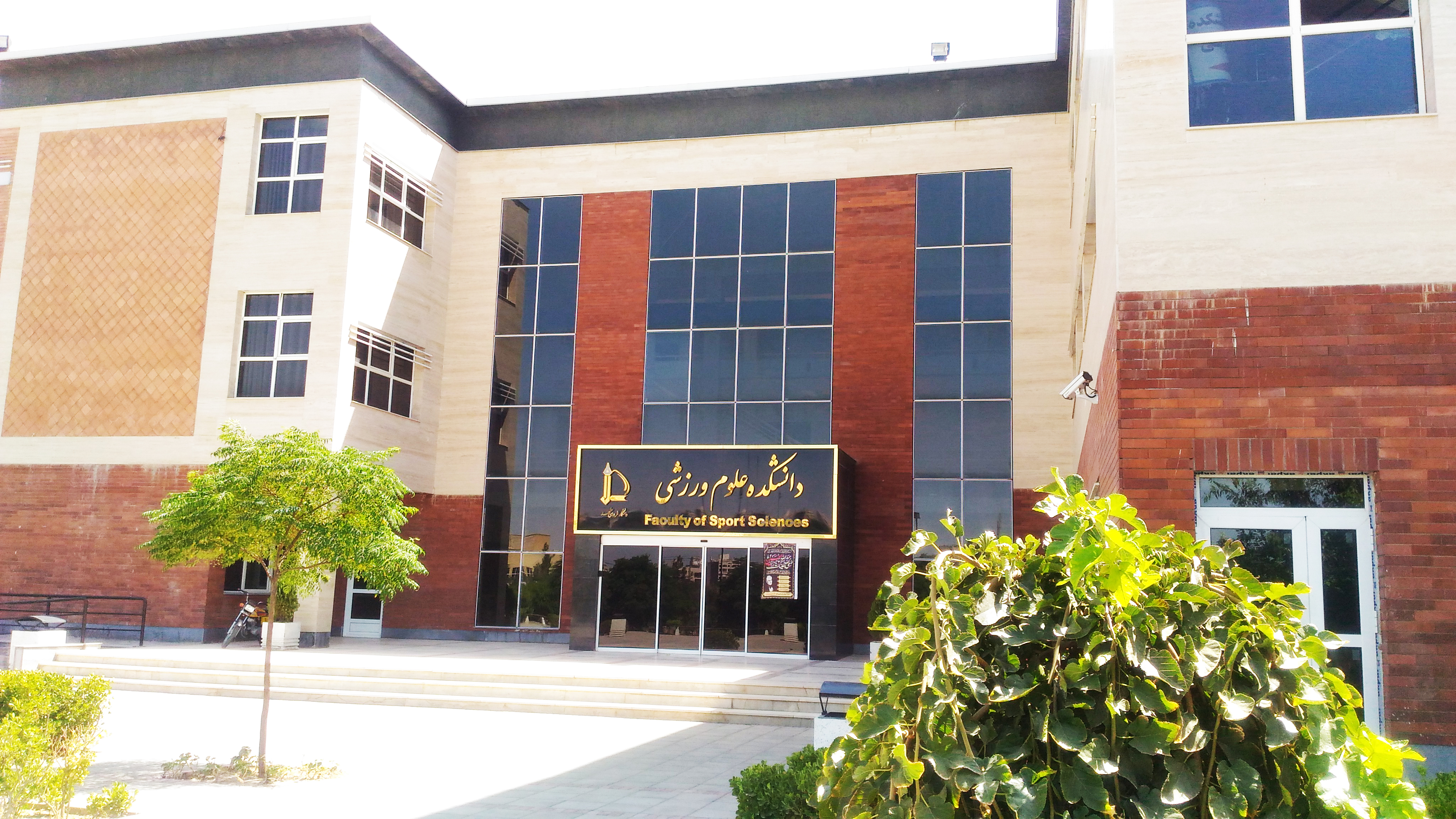
دانشکده علوم ورزشی دانشگاه فردوسی مشهد

- مهندسی برق
- مهندسی شیمی
- مهندسی صنایع
- مهندسی عمران
- مهندسی کامپیوتر
- مهندسی مکانیک
- مهندسی متالوژی و مواد
- مهندسی نساجی[۲۹]

#### دانشکده علوم ورزشی
دانشکده علوم ورزشی دانشگاه فردوسی مشهد در سال ۱۳۷۲ با هدف تربیت و تأمین نیروی انسانی متعهد و متخصص در حوزه تربیت بدنی تأسیس گردید. پیش‌تر، گروه آموزشی تربیت بدنی در سال ۱۳۶۶ تحت پوشش دانشکده علوم تربیتی و روان‌شناسی فعالیت آموزشی خود را با پذیرش ۴۲ دانشجو در مقطع دبیریی تربیت بدنی و علوم ورزشی آغاز کرد. در سال ۱۳۷۲ با تأسیس دانشکده تربیت بدنی و علوم ورزشی، این گروه از دانشکده علوم تربیتی و روان‌شناسی جدا شد. در حال‌حاضر این دانشکده دارای رشته تربیت بدنی و علوم ورزشی در مقطع کارشناسی و مقطع کارشناسی ارشد و دکتری می‌باشد.
دانشکده تربیت بدنی و علوم ورزشی علاوه بر تربیت و پرورش نیروهای متخصص، هر ساله به بیش از ۶۰۰۰ نفر از دانشجویان سایر رشته‌های دانشگاهی در محل دانشکده، واحد آموزشی تربیت بدنی عمومی یک و دو ارائه می‌دهد. ساختمان جدید این دانشکده در قضایی به وسعت ۲۰۰۰ متر مربع و سه طبقه در سال ۱۳۹۴ افتتاح گردید. این دانشکده دارای ۲۴ عضو هیئت علمی شاغل شامل ۵ استاد، ۷ دانشیار و ۱۲ استادیار می‌باشد.
گروه‌های آموزشی موجود در دانشکده علوم ورزشی:
- رفتار حرکتی و مدیریت ورزشی
- فیزیولوژی ورزشی و آسیب‌شناسی ورزشی و حرکات اصلاحی

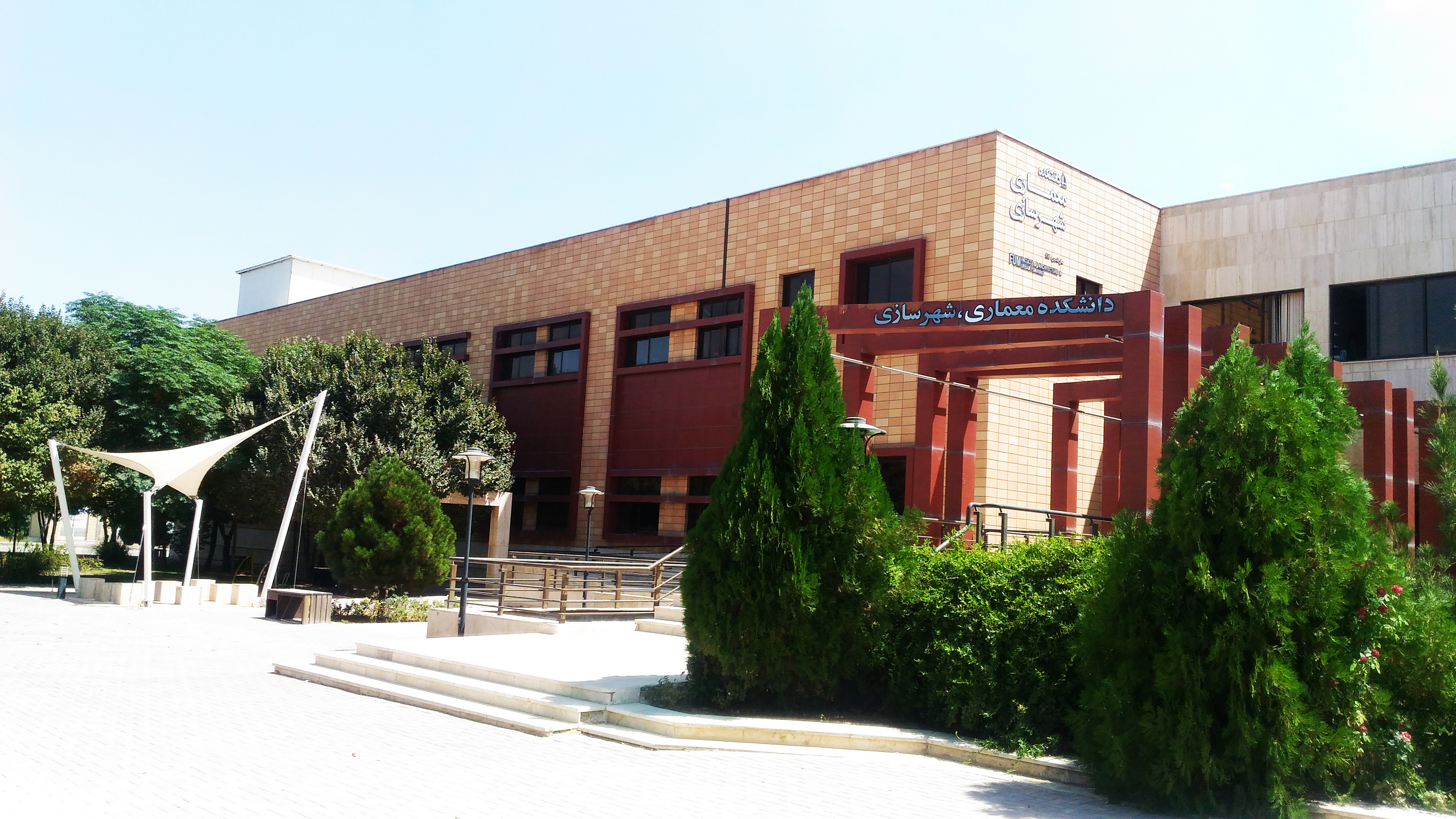
دانشکده معماری و شهرسازی دانشگاه فردوسی مشهد

- تربیت بدنی و علوم ورزشی

#### دانشکده معماری و شهرسازی
دانشکده معماری و شهرسازی دانشگاه فردوسی مشهد در سال ۱۳۸۴ و در راستای تربیت نیروهای متخصص این حوزه بنیان‌گذاری و در مهرماه همان سال کار خود را با پذیرش ۷۱ دانشجوی دختر و پسر آغاز کرد. این دانشکده دارای امکاناتی نظیر آتلیه‌های طراحی، کلاس‌های نظری، اتاق‌های ژوژمان، کارگاه‌ها مواد و مصالح، سالن همایش، انتشارات، کتابخانه و … می‌باشد. همچنین این دانشکده مجهز به آزمایشگاه محیط سالم (HBC) در راستای تحقق دانشگاه سبز و ایفای نقش مؤثر در حفظ و بهبود محیط زیست می‌باشد. این مرکز که به عنوان اولین آزمایشگاه بررسی مسائل معماری و شهرسازی ایران در حوزه سلامت راه‌اندازی شده‌است در نظر دارد تا با انجام تحقیقات آزمایشگاهی به دستورالعمل‌هایی برای طراحی دست یابد.
گروه‌های آموزشی موجود در دانشکده معماری و شهرسازی:

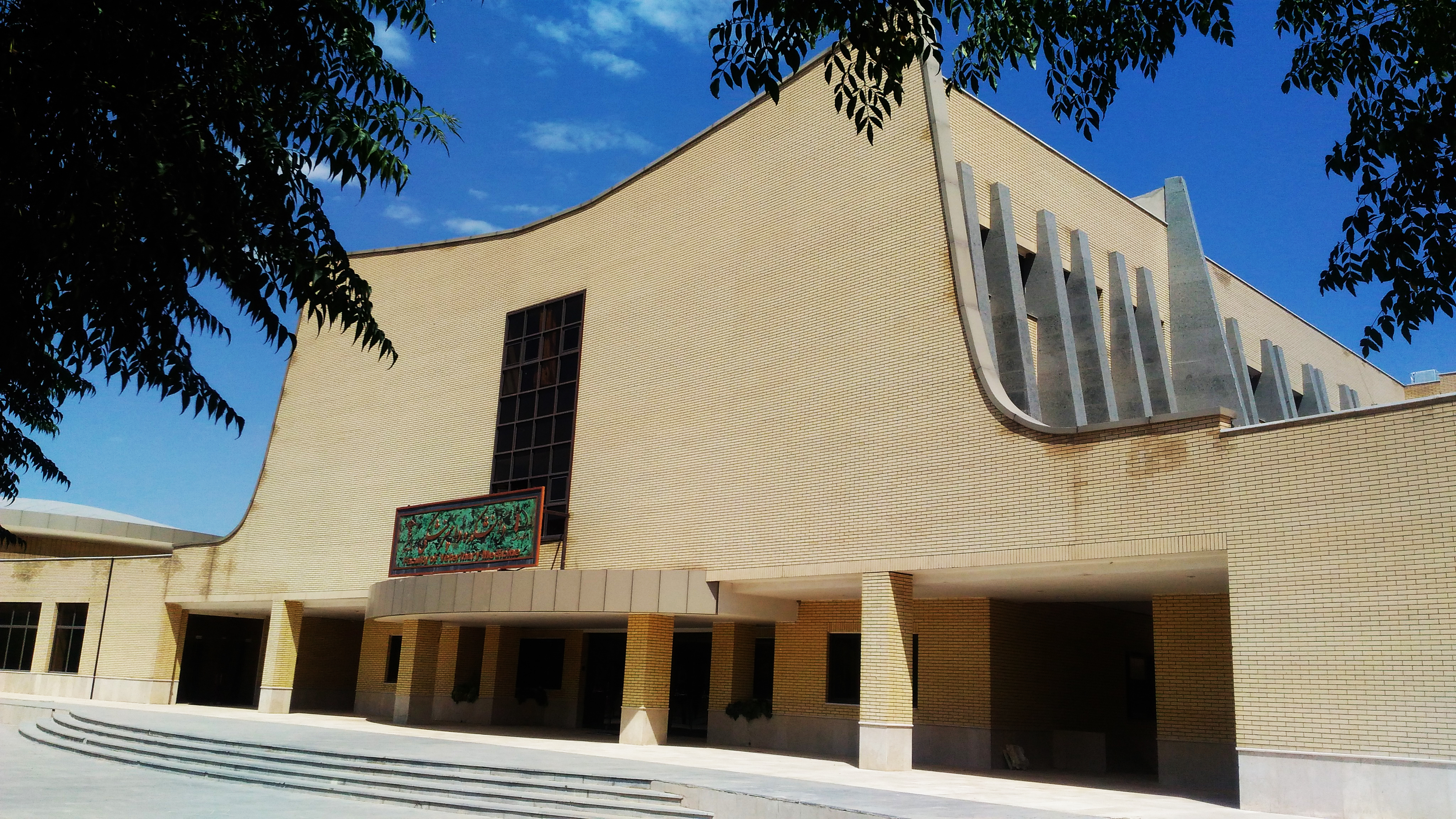
دانشکده دامپزشکی دانشگاه فردوسی مشهد

- معماری
- شهرسازی (طراحی شهری)

#### دانشکده دامپزشکی
گستردگی وسعت استان خراسان، فراوانی جمعیت دامی و همچنین همجواری با چندین کشور همسایه با جمعیت پرشمار دامی و تأمین نیروی انسانی متخصص جهت ارائه خدمات بهداشتی درمانی از جمله مهم‌ترین عوامل بنیان‌گذاری دانشکده دامپزشکی دانشگاه فردوسی مشهد بوده‌است. این دانشکده در سال ۱۳۷۰ به صورت رسمی کار خود را با پذیرش ۴۸ دانشجو در مقاطع کاردانی و دکتری حرفه‌ای دامپزشکی آغاز نمود. دانشجویان این دانشکده در حال حاضر در قالب شش رشته دکتری تخصصی و دکتری عمومی، پنج رشته دستیاری، هفت رشته کارشناسی ارشد و دو رشته کارشناسی پیوسته علوم آزمایشگاهی و بهداشت مواد غذایی مشغول به فعالیت هستند. ساختمان دانشکده دامپزشکی در محوطه پردیس دانشگاه و در فضایی بالغ بر ۱۶ هزار متر مربع مورد بهره‌برداری قرار گرفته و دارای فضاهای آموزشی، پژوهشی، اداری، کتابخانه، و آزمایشگاه‌های متعدد (آناتومی، آسیب‌شناسی، بافت‌شناسی، فارماکولوژی، فیزیولوژی، ایمنی‌شناسی، آبزیان، بهداشت و مواد غذایی، بیوتکنولوژی، بیوشیمی، پاتولوژی، میکروبیولوژی، ویروس‌شناسی و انگل‌شناسی) می‌باشد.
گروه‌های آموزشی موجود در دانشکده دامپزشکی:
- گروه علوم پایه
- گروه پاتوبیولوژی
- گروه بهداشت مواد غذایی و آبزیان
- گروه علوم درمانگاهی، بهداشت و پیشگیری از بیماری‌های دامی

##### بیمارستان تخصصی دانشکده دامپزشکی
بیمارستان تخصصی دانشکده دامپزشکی دانشگاه فردوسی مشهد علاوه بر دارا بودن فضاهای آموزشی و پژوهشی، با بهره‌برداری از تجهیزات مورد نیاز جهت ارایه خدمات بالینی تخصصی به دام‌های ارجاعی مورد استفاده قرار می‌گیرد.

دانشکده علوم ریاضی
دانشکده علوم ریاضی دانشگاه فردوسی مشهد بهترین فرصتهای تحصیلی در سطوح مختلف آموزشی و پژوهشی را برای دانشجویان فراهم می‌کند. این دانشکده از نظر علمی یکی از قویترین دانشکده‌های ریاضی در سطح کشور می‌باشد. این دانشکده در اولین دوره تأسیس قطبهای علمی در سطح دانشگاه‌های کشور در سال ۱۳۸۰ در دو رشته ریاضی و آمار از سوی وزارت علوم، تحقیقات و فناوری قطب علمی شناخته شد. همچنین در سال ۱۳۸۴ با بررسی مجدد تواناییهای علمی دانشگاه‌ها در رشته‌های متفاوت، مجدداً دانشکده علوم ریاضی در سه هسته تخصصی تحت عناوین:
- آنالیز روی ساختارهای جبری
- آنالیز داده‌های ترتیبی و فضایی
- مدلسازی و محاسبات سیستمهای خطی و غیر خطی

گروه‌های آموزشی موجود در دانشکده علوم ریاضی:
- گروه ریاضی محض
- گروه ریاضی کاربردی
- گروه آمار
- گروه علوم کامپیوتر

#### دیگر دانشکده‌ها
- دانشکده حقوق و علوم سیاسی
- دانشکده علوم تربیتی و روان‌شناسی
- دانشکده منابع طبیعی و محیط زیست
- دانشکده علوم ریاضی

### پژوهشکده‌ها
- پژوهشکده هواخورشید
- پژوهشکده علوم گیاهی
- پژوهشکده آب و محیط زیست
- پژوهشکده فناوری زیستی
- پژوهشکده نفت و گاز
- پژوهشکده علوم و فناوری‌های هوایی
- پژوهشکده زیارت و گردشگری
- پژوهشکده مطالعات اسلامی در علوم انسانی
- دانشکده ریاضی

### مراکز پژوهشی
- مرکز پژوهشی جانورشناسی کاربردی
- مرکز پژوهشی مطالعات فنی اقتصادی ایمنی جاده‌ای

### گروه‌های پژوهشی
- گروه پژوهشی علوم زلزله
- گروه پژوهشی اکتشاف ذخایر معدنی شرق ایران

### قطب‌ها
- قطب شاهنامه و فردوسی
- قطب مطالعات اقتصاد زیستی و غذای سالم
- قطب آنالیز روی ساختارهای جبری
- قطب مدل‌سازی و محاسبات روی سیستم‌های خطی و غیرخطی
- قطب مطالعات سقط جنین و مرگ‌ومیر نوزاد دام‌های نشخوارکننده
- قطب گیاهان زراعی ویژه
- قطب حبوبات سرمادوست (نخود و عدس)
- قطب مدیریت کم آبیاری و آب‌های نامتعارف
- قطب هیدروکلوئیدهای طبیعی ایران
- قطب رایانش نرم و پردازش هوشمند اطلاعات

### دیگر واحدها
- مرکز بین‌المللی آموزش زبان فارسی به غیر فارسی زبانان
- مرکز خراسان‌شناسی[۳۴]
- دانشکده هنر
- آموزشکده شیروان

## نشریه‌های علمی دانشگاه
- فصلنامه نشریه زبان و ادبیات عربی دانشگاه فردوسی مشهد دارای رویکرد تخصصی به موضوعات با تمرکز برگستره زبان‌شناسی، معناشناسی و نشانه‌شناسی در بخش زبان، نقد ادبی و مکاتب نقدی، سبک‌شناسی و تحلیل و واکاوی متون ادبی در چارچوب تخصصی ادبیات عربی می‌باشد، پژوهش‌های انجام پذیرفته در حوزه‌های ذکر شده را در اولویت بررسی و داوری قرار می‌دهد. نشریه علمی زبان و ادبیات عربی در ارزیابی سال ۱۴۰۰ دفتر سیاست گذاری و برنامه‌ریزی امور پژوهشی وزارت علوم تحقیقات و فناوری موفق به کسب رتبه «الف» شد. مدیر مسئول و سردبیر، سید حسین سیدی؛ مدیر داخلی، بهار صدیقی؛ طراحی و صفحه آرایی، عمادالدین طالبی مظاهری؛ ویراستار، فرزانه زارعی.

## افراد

### مشاهیر

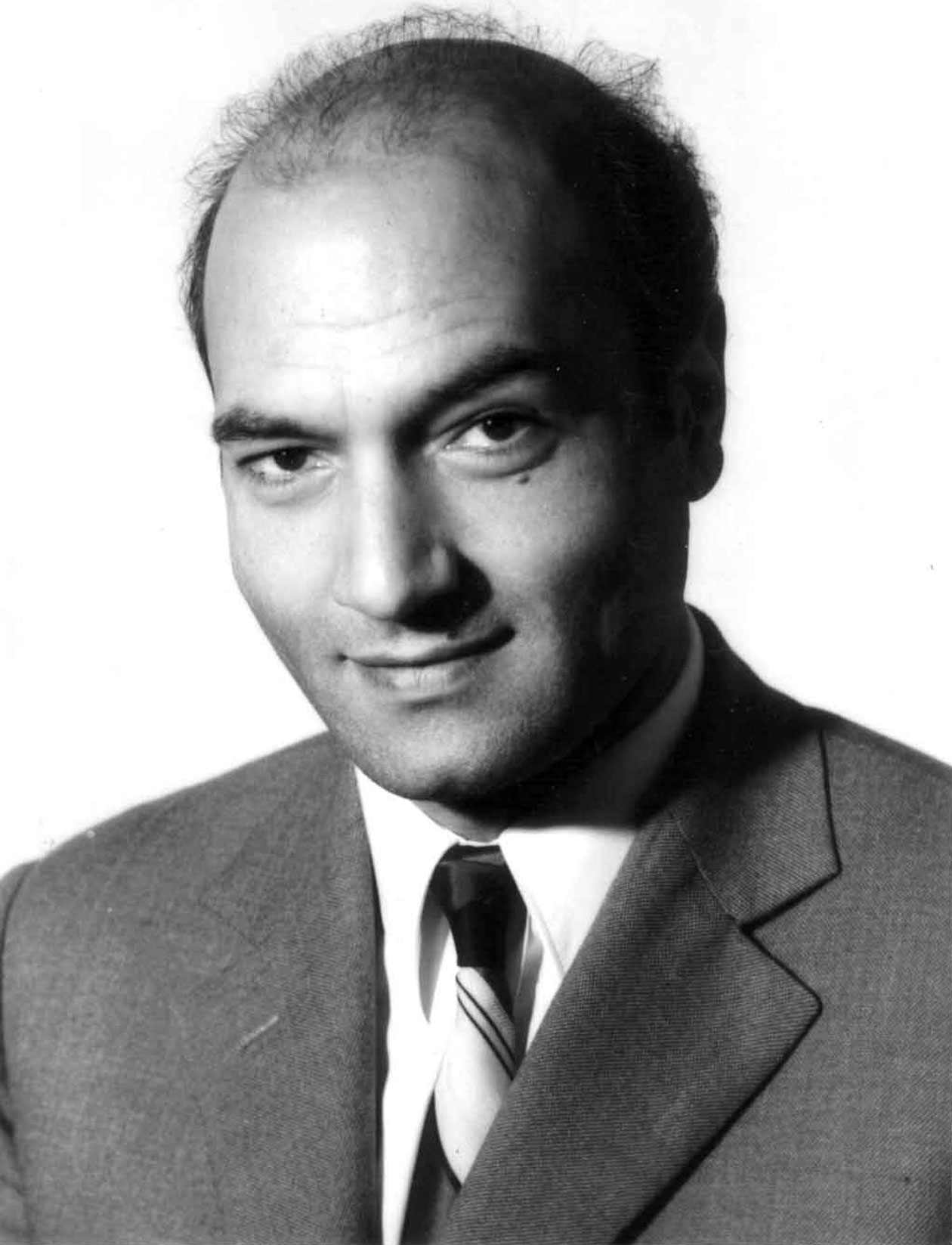
علی شریعتی: استاد تاریخ، سخنران، نویسنده، اسلام‌شناس، جامعه‌شناس و پژوهشگر دینی
کاظم مدیرشانه‌چی: پژوهشگر، نویسنده و اندیشمند ایرانی
محمدمهدی رکنی یزدی: استاد زبان و ادبیات فارسی، نویسنده، قرآن پژوه و اندیشمند ایرانی

### رؤسای دانشگاه فردوسی مشهد
دانشگاه فردوسی مشهد ابتدا با عنوان مؤسسه آموزش عالی صحیفه سجادیه و رساله حقوق توسط آیت الله لطفیان سرگزی پیشنهاد و پس از مدتی به فردوسی تغییر نام داد -براساس تشکیلات سازمانی مصوّب مجلس شورای اسلامی، شورای عالی انقلاب فرهنگی و وزارت علوم تحقیقات و فناوری کلیه امور دانشگاه توسّط رئیس دانشگاه با همکاری معاونان وی اداره می‌شود. وی توسط شورای عالی انقلاب فرهنگی، انتخاب می‌شود و محور و مسؤول اصلی اتخاذ تصمیمات و عملکرد دانشگاه، برطبق ضوابط و مقرّرات مربوط است.
| نام و نام خانوادگی          | آغاز تصدّی | پایان تصدّی |
| --------------------------- | --------- | ---------- |
| حسین سامی‌راد                | ۱۳۳۷      | ۱۳۴۱       |
| ضیاء الدین اسماعیل بیگی     | ۱۳۴۱      | ۱۳۴۷       |
| محسن ضیایی                  | ۱۳۴۷      | ۱۳۴۸       |
| عبدالله فریار               | ۱۳۴۸      | ۱۳۵۲       |
| نصرالله مقتدر مژدهی         | ۱۳۵۲      | ۱۳۵۴       |
| جلال متینی                  | ۱۳۵۴      | ۱۳۵۶       |
| پرویز آموزگار               | ۱۳۵۶      | ۱۳۵۷       |
| سیروس سهامی                 | ۱۳۵۷      | ۱۳۵۸       |
| غلامعلی ادریسیان            | ۱۳۵۸      | ۱۳۵۸       |
| مهدی اعتمادی                | ۱۳۵۹      | ۱۳۶۴       |
| حسین اشتیاق حسینی           | ۱۳۶۴      | ۱۳۶۹       |
| عبدالرسول کاظم‌پور           | ۱۳۶۹      | ۱۳۷۵       |
| علی سرافراز یزدی            | ۱۳۷۵      | ۱۳۷۷       |
| عبدالرضا باقری              | ۱۳۷۷      | ۱۳۸۴       |
| علیرضا عاشوری               | ۱۳۸۴      | ۱۳۹۲       |
| محمد کافی                   | ۱۳۹۲      | ۱۴۰۰       |
| احد ضابط                    | ۱۴۰۰      | ١۴٠٢       |
| مسعود میرزائی شهرابی        | ١۴٠٢      | ۱۴۰۳       |
| عبدالرضا جوان جعفری بجنوردی | ١۴٠۳      | تاکنون     |